# Jonathan LaPaglia
Jonathan LaPaglia (Adelaide (Australië), 31 augustus 1969) is een Australisch-Amerikaans acteur, filmproducent en filmregisseur.

## Biografie
LaPaglia werd geboren in Adelaide (Australië) en heeft twee broers waaronder Anthony. Hij wilde al vroeg kunstenaar worden maar twijfelde aan zijn talenten en besloot om geneeskunde te studeren aan de Universiteit van Adelaide waar hij zijn diploma haalde. Hij ging als eerste hulp dokter werken in Adelaide, Sydney en Londen, hij voelde zich niet thuis in dit werk en besloot toen om zijn broer Anthony te volgen als acteur en verhuisde naar New York waar hij het acteren leerde aan de Circle In the Square Theatre School aldaar. 
LaPaglia begon in 1996 met acteren in de televisieserie New York Undercover. Hierna heeft hij nog meerdere rollen gespeeld in televisieseries en films zoals Deconstructing Harry (1997), Seven Days (1998-2001), The District (2001-2004) en Cold Case (2008-2010).
LaPaglia is in 1998 getrouwd en heeft hieruit een kind, en is een zwager van Gia Carides.

## Filmografie

### Films
Uitgezonderd korte films.
- 2019 Le Mans '66 - als Eddie
- 2016 The Secrets of Emily Blair - als dr. Bogan
- 2014 The Reckoning - als rechercheur Robbie Green
- 2013 Pioneer - als Ronald
- 2011 The Hit List – als rechercheur Neil McKay
- 2011 Final Sale – als Dolan
- 2011 A Borrowed Life – als Dolan
- 2008 A Beautiful Life – als Vince
- 2008 Jack Rio – als Devon Russel
- 2007 Gryphon – als prins Seth
- 2004 The Dead Will Tell – als Billy Hytner
- 2004 Plain Truth – als Cooper
- 2000 Under Hellgate Bridge – als Vincent
- 1998 Inferno – als Eddie
- 1998 Origin of the Species – als Stan
- 1997 Deconstructing Harry – als assistent

### Televisieseries
Uitgezonderd eenmalige gastrollen.
- 2023 Strife - als Peter - 4 afl.
- 2014 - 2016 Love Child - als dr. Patrick McNaughton - 26 afl.
- 2013 Camp - als Steve - 2 afl.
- 2012 Underbelly - als Anthony 'Rooster' Perish - 8 afl.
- 2011 The Slap – als Hector – 8 afl.
- 2008 – 2010 Cold Case – als Curtis Bell – 10 afl.
- 2008 NCIS – als Brent Langer – 2 afl.
- 2006 Windfall – als Dave Park – 8 afl.
- 2001 – 2004 The District – als detective Kevin Debreno – 66 afl.
- 1998 – 2001 Seven Days – als luitenant Frank Parker – 66 afl.
- 1996 – 1997 New York Undercover – als detective Tommy McNamara – 24 afl.

### Filmproducent
- 2017 Enough About You - korte film
- 2014 How Divine! - film
- 2014 The Reckoning - film

### Filmregisseur
- 2004 The District - televisieserie - 1 afl.

- Bibliothèque nationale de France: cb141964787 (data)
- Gemeinsame Normdatei: 1061388417
- International Standard Name Identifier: 0000 0001 1980 367X
- Library of Congress Control Number: no2011080672
- Système universitaire de documentation: 15819859X
- Virtual International Authority File: 170778226
- WorldCat: E39PBJvxtQKpQJdXWVBG8jPJDq